# Phoradendron nervosum
Phoradendron nervosum är en sandelträdsväxtart som beskrevs av Oliver. Phoradendron nervosum ingår i släktet Phoradendron och familjen sandelträdsväxter. Inga underarter finns listade i Catalogue of Life.